# Дубрава (Дальнеконстантиновський район)
Дубрава (рос. Дубрава) — селище в Дальнеконстантиновському районі Нижньогородської області Російської Федерації.
Населення становить 800 осіб. Входить до складу муніципального утворення Дубравська сільрада.

## Історія
Від 2009 року входить до складу муніципального утворення Дубравська сільрада.

## Населення
| 2002 | 2010 |
| ---- | ---- |
| 771  | ↗800 |